# Kanton Grasse-Sud
Der Kanton Grasse-Sud war bis 2015 ein französischer Wahlkreis im Arrondissement Grasse, im Département Alpes-Maritimes und in der Region Provence-Alpes-Côte d’Azur. Hauptort (frz.: chef-lieu) war Grasse.
Er bestand aus folgenden Gemeinden:
| Gemeinde            | Einwohner (Stand: 2022) | Code postal | Code Insee |
| ------------------- | ----------------------- | ----------- | ---------- |
| Auribeau-sur-Siagne | 3346                    | 06810       | 06007      |
| Grasse *            | 22.946                  | 06130       | 06069      |
| Pégomas             | 8143                    | 06580       | 06090      |

* Teilbereich. Die angegebene Einwohnerzahl betrifft den zum Kanton gehörenden Teil der Stadt.